# Джон Пери (философ)
Вижте пояснителната страница за други личности с името Джон Пери.
Джон Р. Пери (р. 1943 г.)– е американски философ, Хенри Уолдгрейв Стюарт професор по философия в Станфордския университет. Той има значителни приноси в области като философия, включително логика, философия на езика, метафизика и философия на ума. Пери е известен основно с работа си върху ситуационната семантика (заедно с Йон Барвизе), рефлексивност, индексалност и самопознание.